# Chandos Blair
Chandos Blair (Edimburgo, 25 de fevereiro de 1919 - Gullane, 22 de janeiro de 2011) foi um militar britânico.
Serviu na Segunda Guerra Mundial com o 2º e 7º batalhões de seu regimento, quando foi forçado a se render em Dunquerque, tornando-se prisioneiro de guerra em Baden-Württemberg. Após algum tempo, realizou uma fuga, chegando a  Suíça e de lá para a Espanha e Gibraltar. Tal fato rendeu a Blair a Cruz Militar, pois até então, nenhum oficial  tinha retornado aos Estados Unidos depois de escapar de um campo de prisioneiros de guerra. Em 1970, tornou-se secretário de Serviços de Defesa.